# Brycon
Genre
Le genre Brycon regroupe plusieurs espèces de poissons américains de la famille des Bryconidae.

## Liste des espèces
Selon FishBase (08 juin 2015):
- Brycon alburnus - (Günther, 1860)
- Brycon amazonicus - (Spix and Agassiz, 1829)
- Brycon argenteus - Meek and Hildebrand, 1913
- Brycon atrocaudatus - (Kner, 1863)
- Brycon behreae - Hildebrand, 1938
- Brycon bicolor - Pellegrin, 1909
- Brycon brevicauda - Günther, 1864
- Brycon cephalus - (Günther, 1869)
- Brycon chagrensis - (Kner, 1863)
- Brycon coquenani - Steindachner, 1915
- Brycon coxeyi - Fowler, 1943
- Brycon dentex - Günther, 1860
- Brycon devillei - (Castelnau, 1855)
- Brycon falcatus - Müller and Troschel, 1844
- Brycon ferox - Steindachner, 1877
- Brycon fowleri - Dahl, 1955
- Brycon guatemalensis - Regan, 1908
- Brycon henni - Eigenmann, 1913
- Brycon hilarii ou Piraputanga - (Valenciennes in Cuvier and Valenciennes, 1850)
- Brycon insignis - Steindachner, 1877
- Brycon labiatus - Steindachner, 1879
- Brycon medemi - Dahl, 1960
- Brycon meeki - Eigenmann and Hildebrand in Eigenmann, 1918
- Brycon melanopterus - (Cope, 1872)
- Brycon moorei - Steindachner, 1878
- Brycon nattereri - Günther, 1864
- Brycon obscurus - Hildebrand, 1938
- Brycon oligolepis - Regan, 1913
- Brycon opalinus - (Cuvier, 1819)
- Brycon orbignyanus - (Valenciennes in Cuvier and Valenciennes, 1850)
- Brycon orthotaenia - Günther, 1864
- Brycon pesu - Müller and Troschel, 1845
- Brycon petrosus - Meek and Hildebrand, 1913
- Brycon polylepis - Mosco Morales, 1988
- Brycon posadae - Fowler, 1945
- Brycon rubricauda - Steindachner, 1879
- Brycon sinuensis - Dahl, 1955
- Brycon stolzmanni - Steindachner, 1879
- Brycon striatulus - (Kner, 1863)
- Brycon unicolor - Mosco Morales, 1988
- Brycon vermelha - Lima and Castro, 2000
- Brycon whitei - Myers and Weitzman, 1960

## Galerie

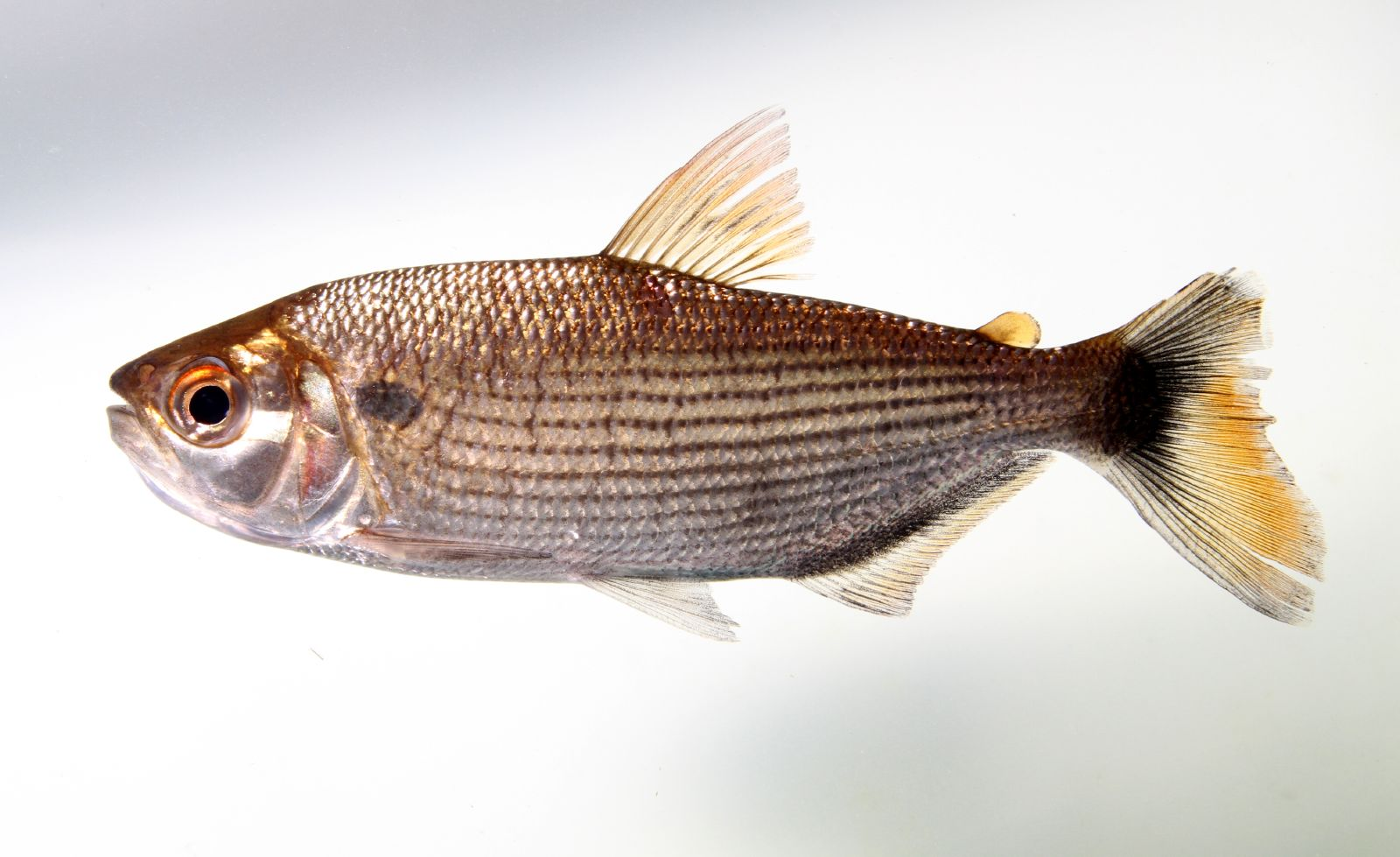
Brycon amazonicus
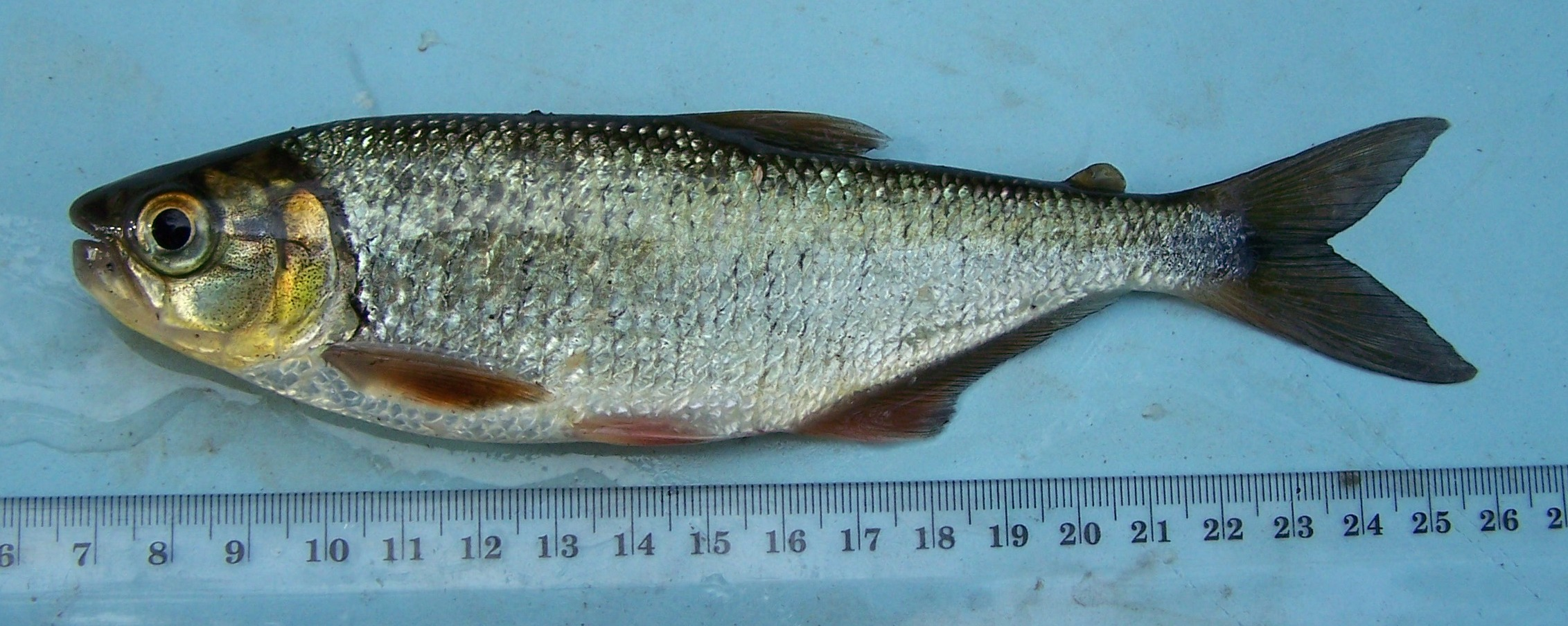
Brycon behreae
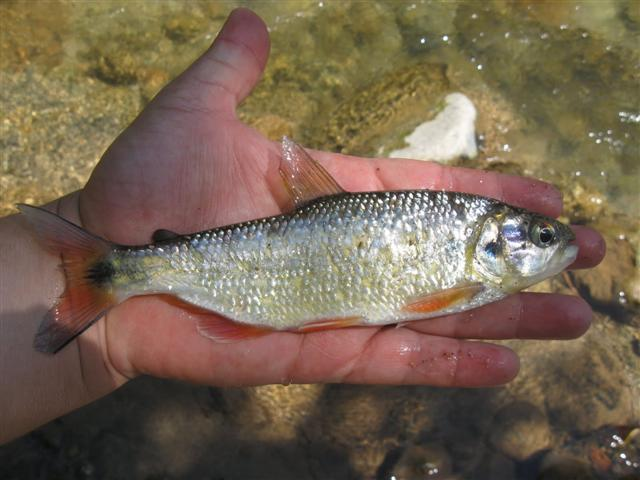
Brycon henni
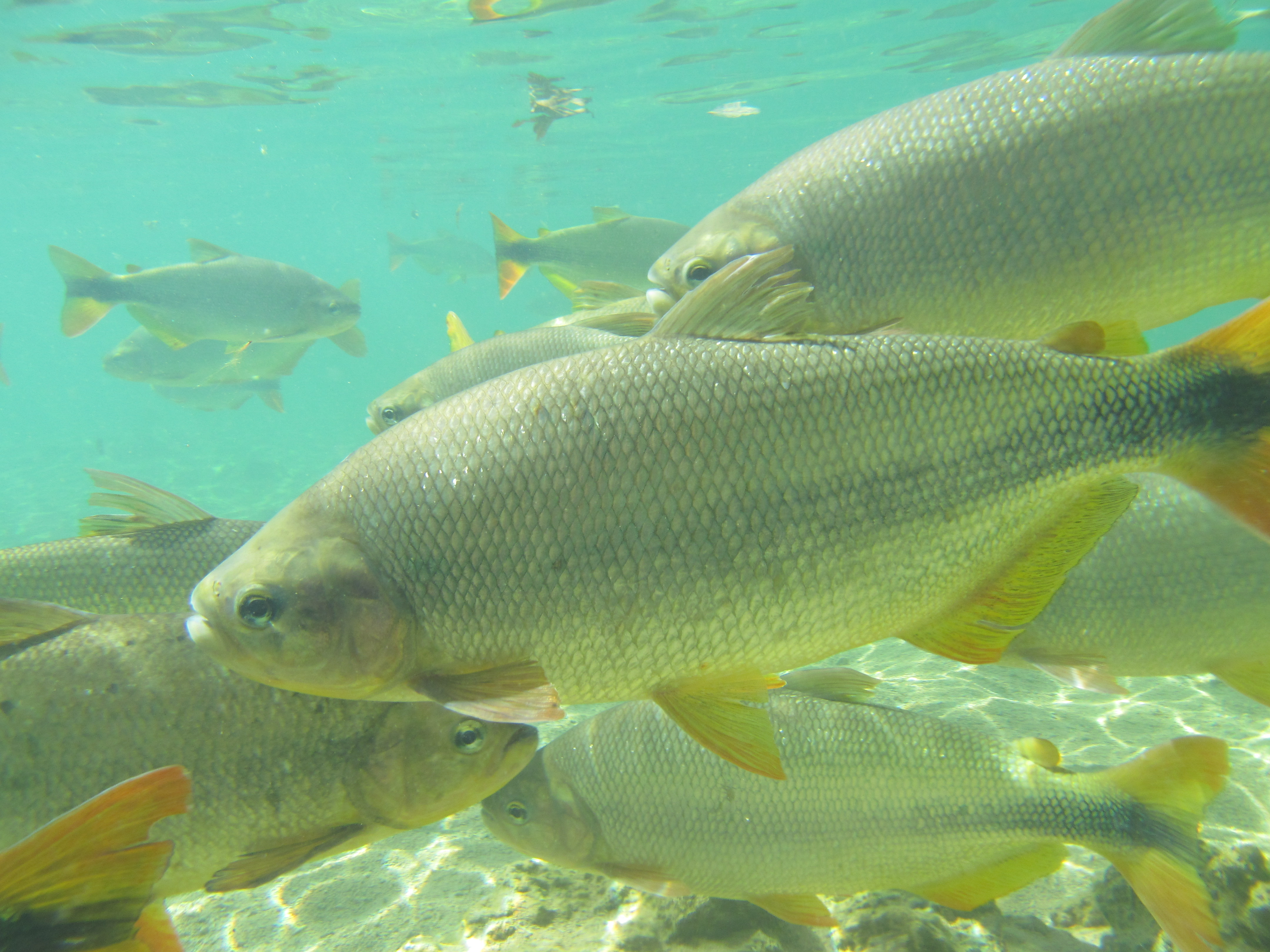
Brycon hilarii